# Ligne de Diósjenő à Romhány
La Ligne de Diósjenő à Romhány ou ligne 76 est une ligne de chemin de fer de Hongrie. Elle relie Diósjenő à Romhány.